# 余棟臣故居及墓
余棟臣故居及墓位於重慶市雙橋區通橋鎮新民村，文物遺址年代為清代，2000年9月7日列為第一批重慶市文物保護單位。